# 니트발덴주
니트발덴주(독일어: Nidwalden)는 스위스 중부에 있는 주이다.
스위스 연방의 주중 가장 인구가 적은 칸톤 중 하나로 2007년 기준 인구는 40,287명이다. 가장 큰 타운은 슈탄스이며, 그 뒤를 헤르기스빌과 부옥스가 따른다.

## 개요
스위스 중앙부, 알프스산맥 기슭에 위치하며, 북쪽에는 루체른호가 있다. 본래 운터발덴 주의 일부였다. 운터발덴은 1291년 슈비츠·우리와 함께 처음으로 스위스 동맹을 구성하였다. 운터발덴은 가운데의 삼림 지역을 경계로 강 하류와 상류 지역으로 나뉘어 있었고, 1340년 하류 지역은 니트발덴 주, 상류 지역은 옵발덴주의 반주(半州)로 분리되었다. 옵발덴과 니트발덴은 운터발덴이라는 이름 아래에서 같은 목소리를 냈으나, 때로는 독자적으로 행동하기도 했다. 1798년 나폴레옹의 영향을 받은 중앙집권적인 헬베티아 공화국이 성립하자 자치색이 강한 니트발덴은 옵발덴과 달리 크게 저항하였으며, 이에 대한 나폴레옹측 군대의 진압과정에서 400여 명이 넘는 사람들이 희생되기도 하였다. 이후 옵발덴과 행정적으로 완전히 분리되었고, 1877년 주 헌법을 제정했다. 직접민주제는 1997년 폐지되었다.
소규모 농업과 제조업이 이루어진다. 항공기 제조회사 필라투스의 본사가 슈탄스에 있어 관련 공업이 발달하였다. 주민은 주로 독일어를 쓰며, 가톨릭 신자이다.

## 역사
인간 정착의 가장 초기 흔적은 기원전 4000년에서 3100년 사이에 슈탄슈타트 근처에서 발견된 유적지가 있는 신석기 시대로 거슬러 올라간다. 슈탄슈타트 근처의 같은 유적지에는 후기 청동기 시대 (기원전 1400-1100년) 유물이 포함되어 있으며, 헤르기스빌과 엔네트무스 근처에 청동기 시대 유적지가 더 있다. 10세 소녀의 라텐 문화 (기원전 500-100년) 무덤이 슈탄스에서 발견되었다. 이러한 발견에 기초하여, 니트발덴 지역은 기원전 1천년 이후에 정착된 것으로 추정된다.
로마 제국 기간 동안 옵발덴과 니트발덴에는 갈로로마인 또는 켈트족 인구가 거주했다. 인구의 유물은 거의 없지만 마을, 강 및 산의 많은 이름에는 켈트어 또는 갈로로마어 뿌리가 있다. 8세기경 알레마니족이 현재의 니트발덴 계곡에 들어가 섞여들었다. 이 시기에 로마 카톨릭 교회가 슈탄스에 세워졌는데, 아마도 알레마니족 귀족 가문에 의해 세워졌을 가능성이 크다. 슈탄스에 있는 교회는 부옥스에 있는 교회로 대체된 10세기까지 남아 있을 것이다.
처음에 토지는 다수의 귀족 가문과 수도원 소유였다. 그러나 13세기 후반까지 니트발덴의 주요 세력은 합스부르크 가문, 무르바흐 수도원, 엥겔베르크 수도원의 세 개로 축소되었다. 1291년 합스부르크의 루돌프는 무르바흐 수도원에서 옵발덴을 구입했다. 이에 대한 응답으로 니트발덴(옵발덴은 문서에 서명되기 직전에 합류했고, 두 반쪽은 운터발덴을 형성함) 우리와 슈비츠가 합류해 구 스위스 연방의 기초로 간주되는 동맹을 형성했다.
당시에는 국가가 없었지만 14세기 말에 초기 형태의 정부가 수립되었다. 여기에는 제도화된 의회와 법원이 포함된다. 14세기와 15세기에 니트발덴 사람들은 옵발덴 사람들과 합류하여 중요한 문제를 논의했지만, 두 칸톤은 결코 실제로 하나가 아니었다. 예를 들어, 옵발덴은 벨린초나(Bellinzona), 리비에라(Riviera) 및 블레니오(Blenio) 지역(오늘날 티치노주에 위치)의 합병에 참여하지 않았다.
1798년 프랑스 혁명군이 강요한 헬베티아 공화국 아래 스위스는 통일 국가가 되었다. 프랑스 혁명의 이데아는 니트발덴을 포함한 스위스 국가의 일부 지역에서 인기가 없었다. 칸톤은 자치에 익숙했고, 많은 사람들이 특히 예배의 자유를 제한하는 것에 분개했다. 반군이 헬베티아 공화국을 위협했을 때, 니트발덴은 1798년 9월 9일 프랑스군의 공격을 받았다. 주의 기반 시설은 심하게 손상되었고 최소 400명이 사망했다.
1814년 나폴레옹 통치가 끝난 후, 대부분의 변경 사항은 되돌려졌다. 1877년에만 니트발덴이 새로운 헌법을 도입했다. 란츠게마인데(Landsgemeinde) 공개 집회는 1997년에 폐지되었다.

## 지리

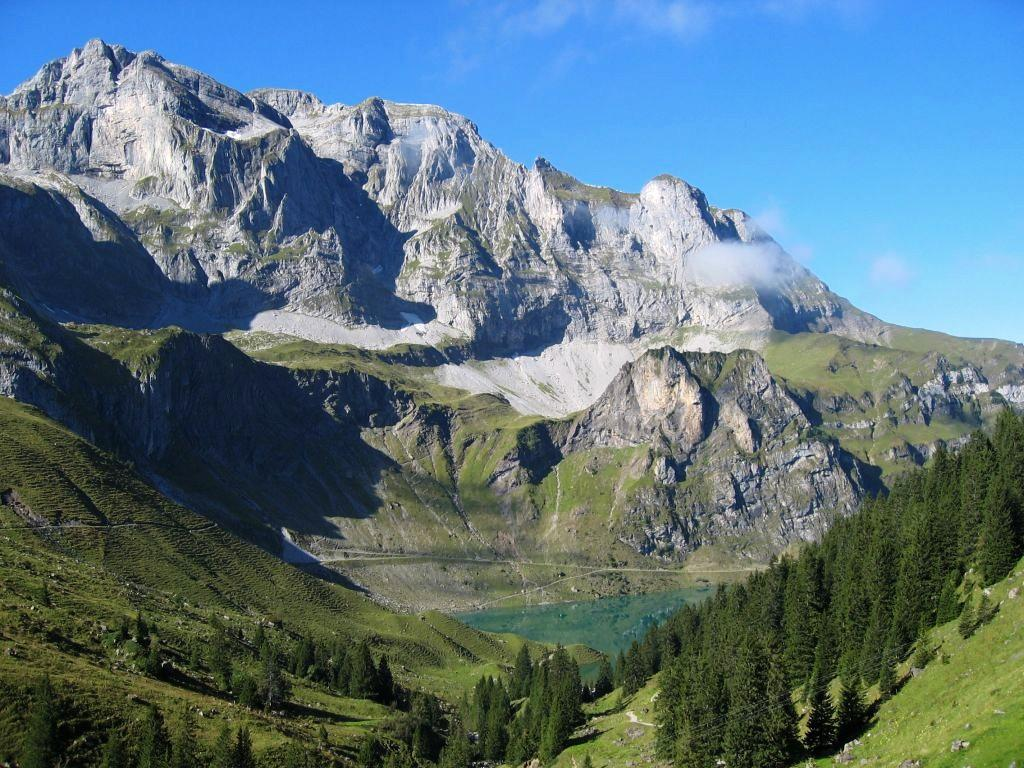
반알프 호수

니트발덴은 스위스의 중앙에 위치하고 있다. 북쪽으로는 루체른 호수로, 다른 모든 방향으로는 우리 알프스 산맥으로 둘러싸여 있다. 주의 면적은 276.1k㎡이며 그 중 약 40%가 거주하거나 농업에 사용된다. 삼림은 주의 약 1/3을 차지하며, 약 1/4은 산 또는 빙하가 있는 불모지으로 간주된다.

## 행정 구역

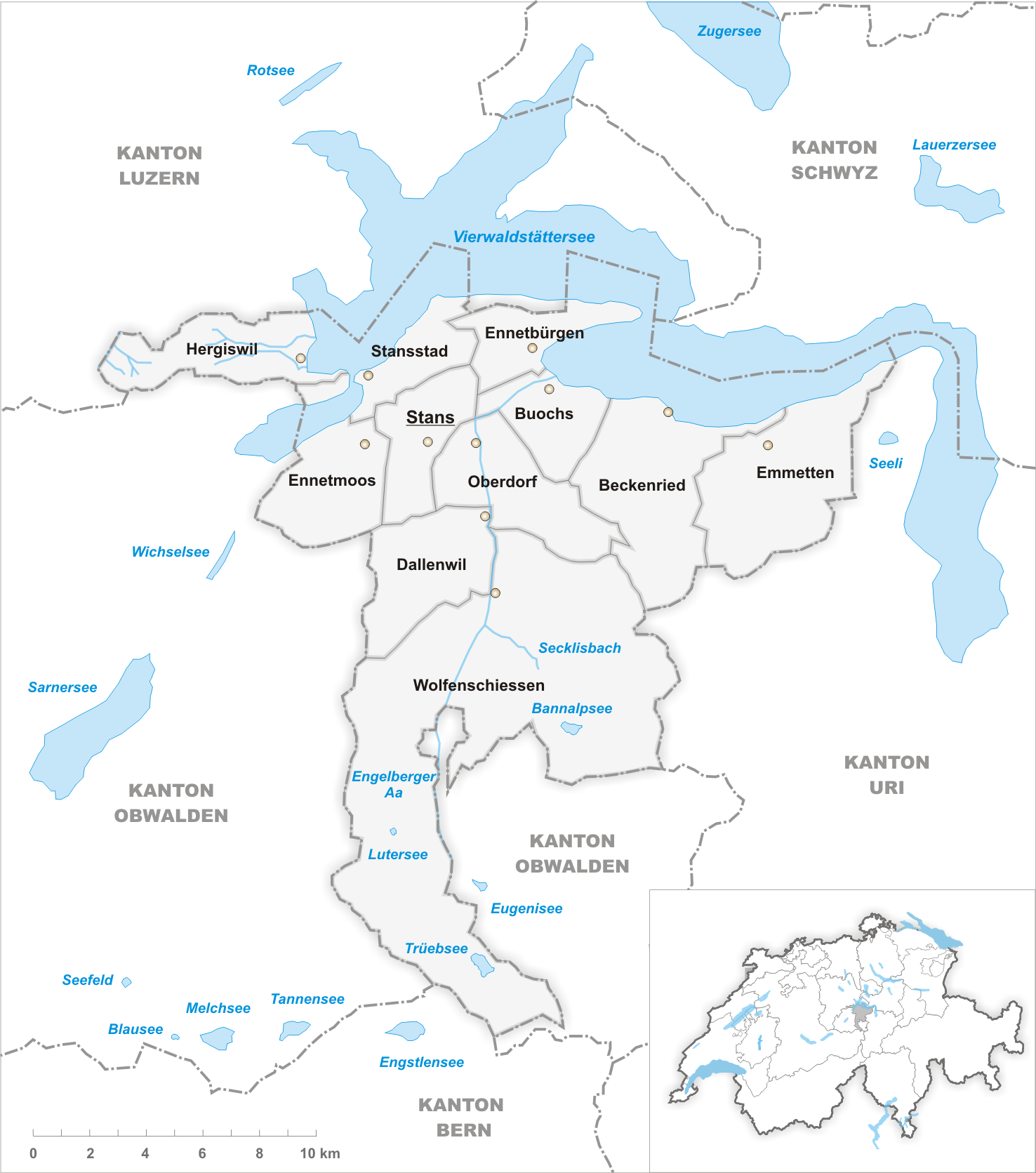
니트발덴주의 행정 구역

2020년 12월 31일을 기준으로 11개 지방 자치체를 관할한다. 주도는 슈탄스이다.
| 행정구역     | 지역명          | 인구  |
| ------------ | --------------- | ----- |
| 슈탄스       | Stans           | 8,086 |
| 헤르기스빌   | Hergiswil       | 5,852 |
| 부옥스       | Buochs          | 5,315 |
| 엔네트뷔르겐 | Ennetbürgen     | 4,826 |
| 슈탄슈타트   | Stansstad       | 4,707 |
| 베켄리트     | Beckenried      | 3,735 |
| 오버도르프   | Oberdorf        | 3,084 |
| 엔네트무스   | Ennetmoos       | 2,237 |
| 볼펜쉬센     | Wolfenschiessen | 1,849 |
| 엠메텐       | Emmetten        | 1,553 |

## 인구통계
니트발덴주의 인구(2020년 12월 31일 기준)는 43,520명이다. 2007년 기준으로 외국인은 4,046명으로 전체 인구의 약 10%를 차지하고 있다. 성별로 칸톤은 남성이 50.9%, 여성이 49.1%로 거의 균등하게 나뉜다. 2000년에 인구의 75.6%가 가톨릭 신자로 확인되었고, 11.9%는 스위스 개혁 교회에 속해 있다. 2005년 12월 인구 밀도는 k㎡당 144.3명이었다. 2000년 기준 인구 대부분은 독일어(92.5%)를 사용하고, 소수는 이탈리아어(1.4%) 또는 세르비아 크로아티아어(1.2%)를 사용한다.
역사적 인구는 다음 표에 나와 있다.
| 과거 인구 자료 | 과거 인구 자료 | 과거 인구 자료 | 과거 인구 자료 | 과거 인구 자료 |
| 년도           | 전체 인구      | 스위스         | 비스위스계     | 인구 비율      |
| -------------- | -------------- | -------------- | -------------- | -------------- |
| 1850           | 11 339         | 11 307         | 32             | 0.5%           |
| 1880           | 11 979         | 11 712         | 267            | 0.4%           |
| 1900           | 13 070         | 12 470         | 600            | 0.4%           |
| 1950           | 19 389         | 18 832         | 557            | 0.4%           |
| 1970           | 25 634         | 23 278         | 2 356          | 0.4%           |
| 2000           | 37 235         | 33 625         | 3 610          | 0.5%           |
| 2020           | 43 520         |                |                | 0.5%           |

## 경제
20세기까지 니트발덴은 농업이 지배적이었다. 소와 치즈가 주로 이탈리아 북부로 수출되었다. 1500년경 니트발덴에서는 많은 사람들이 용병으로 일했다.
19세기 중반부터 무역, 산업 및 관광 산업이 추진력을 얻었다. 그럼에도 불구하고 20세기 중반까지 농업이 주를 지배하는 산업이었다. 오늘날 수많은 중소기업이 경제를 지배하고 있다. 가장 큰 고용주는 비행기 제작업체 필라투스이다. 중소기업은 다양한 분야에서 일한다. 많은 사람들이 기계 건설, 의료 장비, 국제 무역, 광학 및 전자 제품 등 전문 분야에서 일한다.
임업과 농업과 같은 전통적인 지역은 여전히 중요하다. 농업은 소와 낙농업에 특화되어 있다. 농장은 여전히 개별 가족에 의해 운영된다.

## 관광
산악 지형으로 인해 니트발덴에서는 관광이 중요하다. 호수와 산은 겨울과 여름 모두 많은 관광객을 끌어들이다. 주요 리조트에는 클레벤알프, 슈탄저호른 (산), 반알프 주변 지역 및 뷔르겐슈톡이 있다.

### 문화
니트발덴의 전통문화는 많은 지역 조직에서 살아 숨 쉬고 있다. 전통 음악, 요들링, 춤, 극장 및 축제가 있다. 콘서트와 갤러리와 같은 현대 문화 행사도 많이 있다.